# August Gustav Lasinsky
August Gustav Lasinsky, né le 27 octobre 1811 à Coblence et mort en avril 1870 à Mayence, est un peintre et graveur.

## Biographie
August Gustav Lasinsky naît le 27 octobre 1811 à Coblence. Frère cadet de Johann Adolf, il est élève de Wilhelm von Schadow à l'Académie de Düsseldorf de 1829 à 1838. Il travaille ensuite à Coblence, Cologne et à Mayence.
August Gustav Lasinsky meurt le 20 avril ou le 21 avril 1870 à Mayence.

## Œuvres

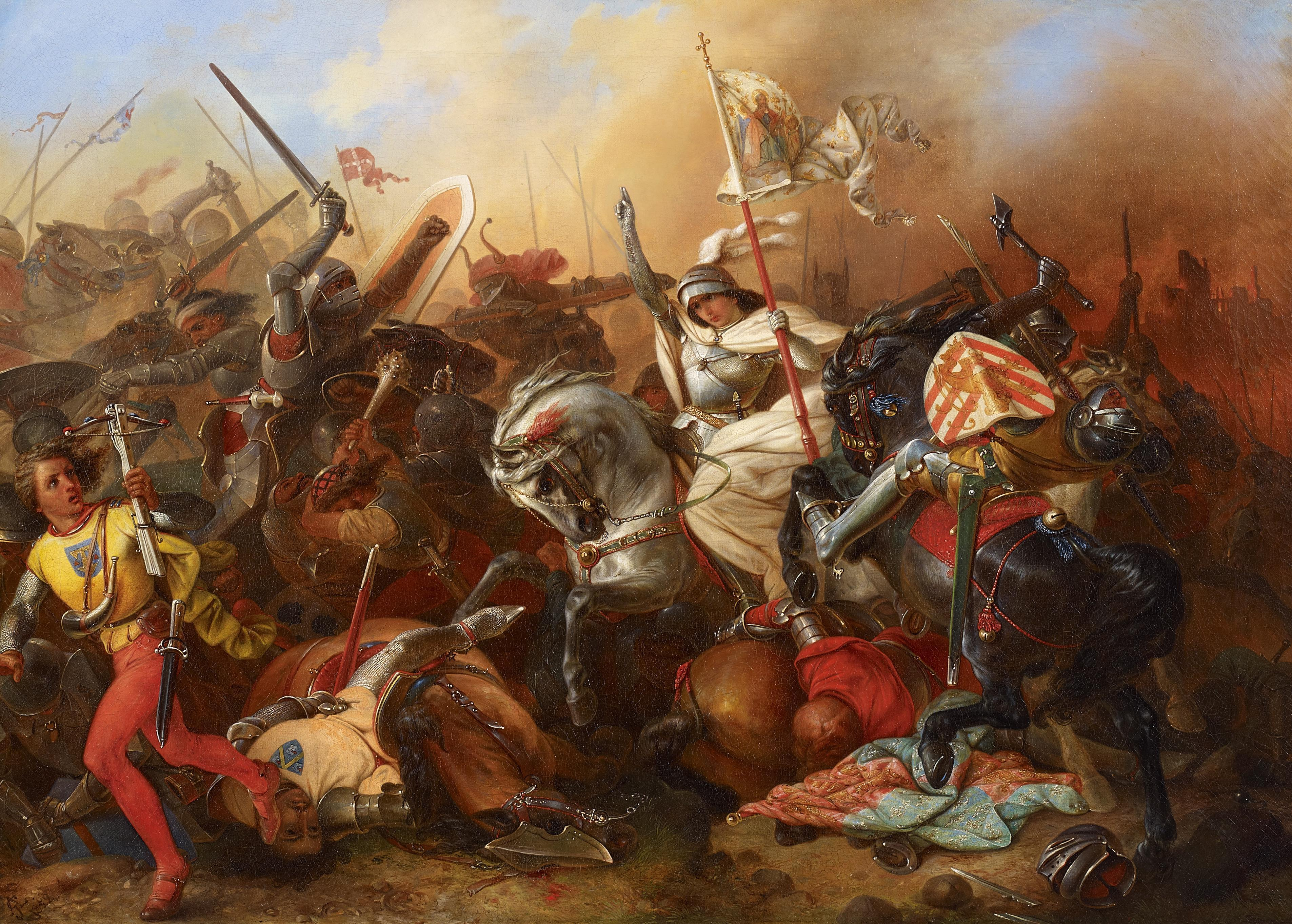
Jeanne d'Arc dans la bataille (huile sur toile, 1852).
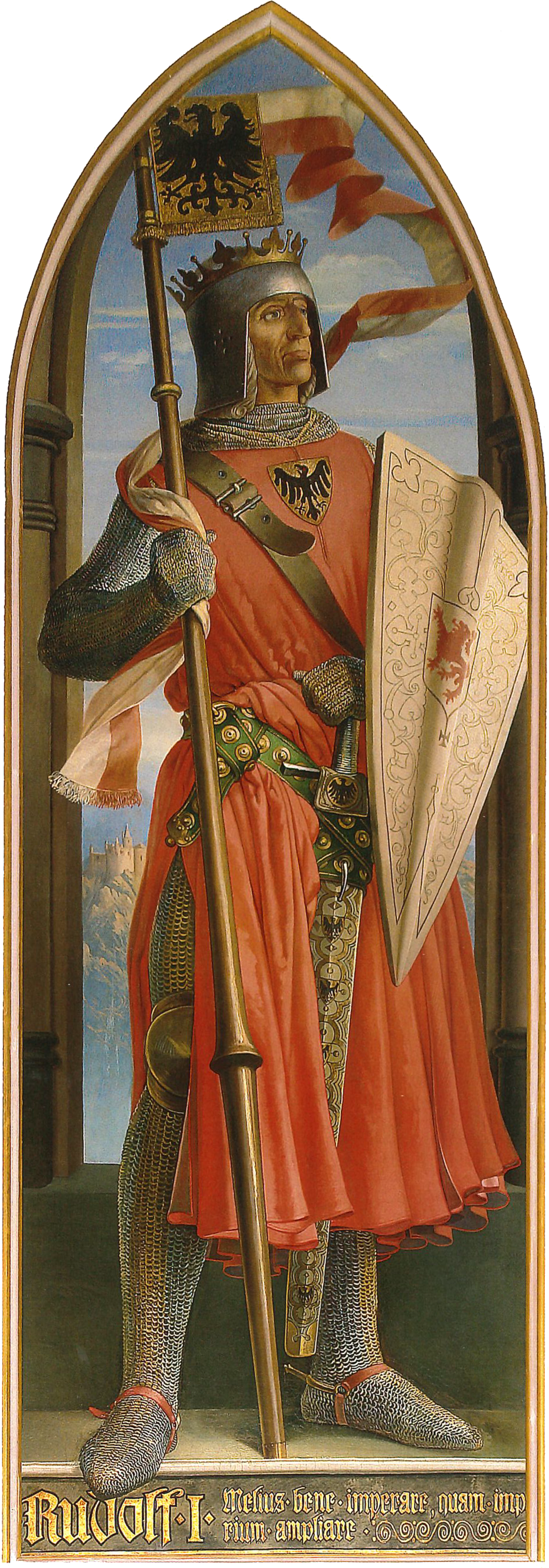
Rudolf I (galerie des souverains dans la salle impériale de la Haus zum Römer à l'hôtel de ville de Francfort et appartient au fonds du Musée historique de Francfort-sur-le-Main).
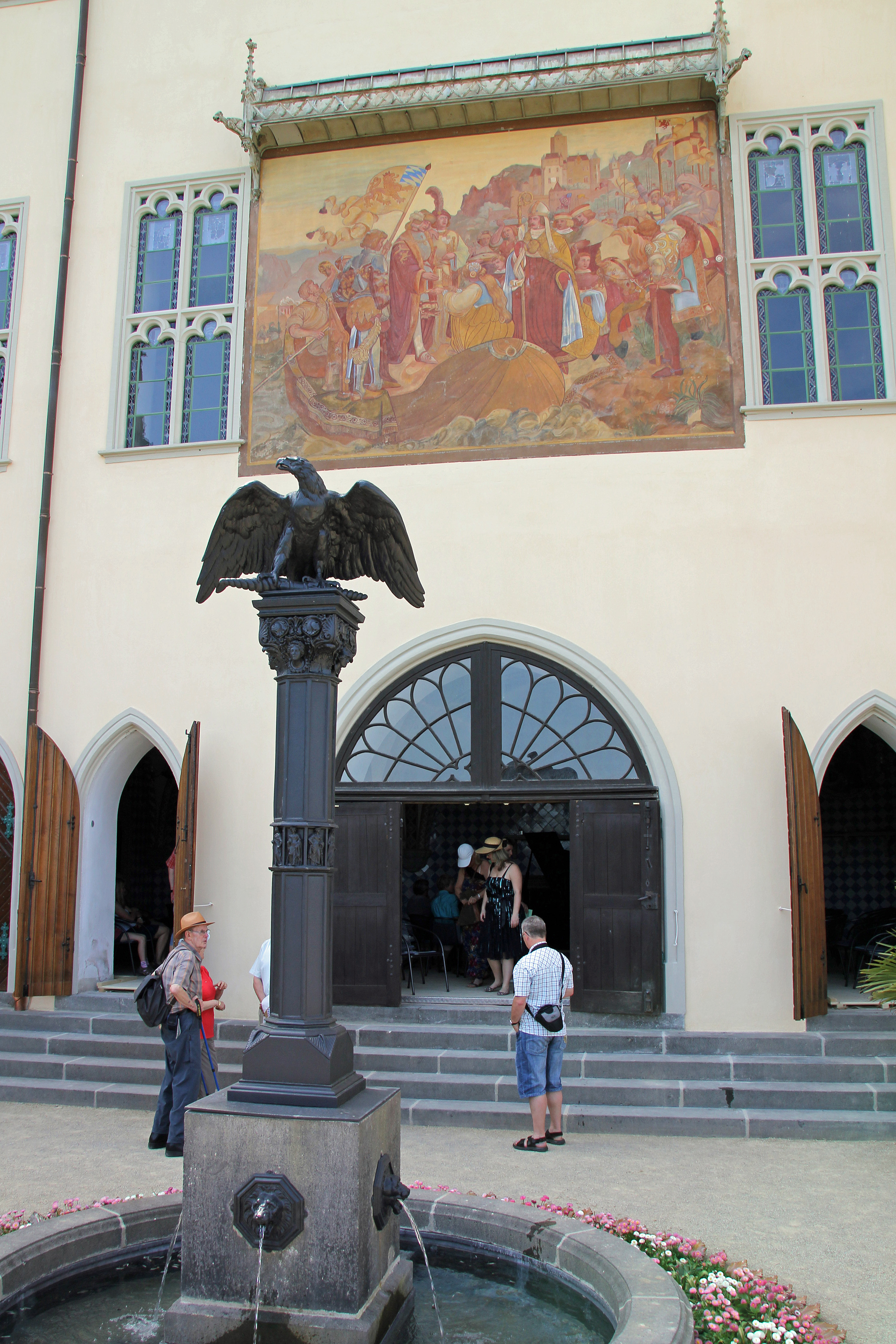
Peinture murale sur la façade d'un bâtiment du château de Stolzenfels.
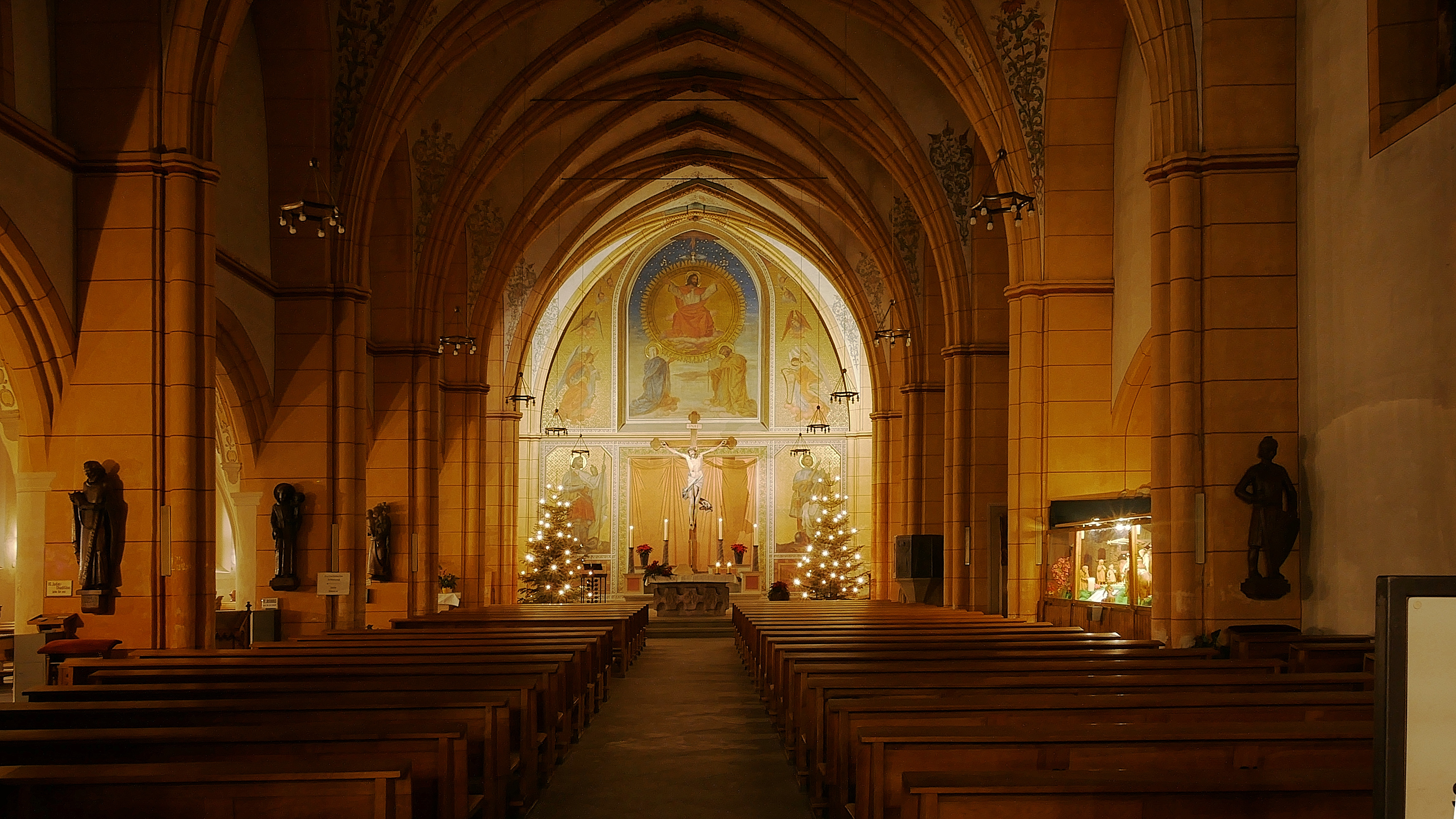
Peinture murale dans la nef de l'église Saint-Gengoult de Trèves (de).